# Sphagnum (jordforbedringsmiddel)
 For alternative betydninger, se Sphagnum. (Se også artikler, som begynder med Sphagnum)
 Der er for få eller ingen kildehenvisninger i denne artikel, hvilket er et problem. Du kan hjælpe ved at angive troværdige kilder til de påstande, som fremføres i artiklen.

Sphagnum (på emballage ofte stavet: spagnum) er et jordforbedringsmiddel og et dyrkningssubstrat, der – i sin rene form – består af fossile dele af planter fra slægten Tørvemos (Sphagnum). Spagnum er således den stavemåde, nogle vælger for at kunne skelne produktet spagnum fra planteslægten Tørvemos, Sphagnum (med -h-). Planteresterne hentes fra metertykke lag af højmose, hvor de har undgået at blive nedbrudt. Dette skyldes de fugtige forhold i jorden, som har gjort den iltfattig, og nedbrydningen er foregået meget langsomt. Ved den indledende nedbrydning er der dannet huminsyrer, som har opbrugt alle baser (først og fremmest kalk) i jorden, sådan at både spagnumlaget og råjorden neden under det er blevet sur. 

## Handelsvaren spagnum
Spagnum fremstilles af det øverste lag af højmoserne og består af planterester. Under perioderne med tørvegravning var dette lag kun til besvær og skulle ryddes af vejen, før man kunne komme i gang med tørven. Derfor gav man det øgenavnet hundekød. Produktet består mest af tørvemos, men er ofte iblandet rester af andre planter, især stargræsser, sivarter, Revling og Hedelyng. 

## Anvendelse
Fordelen ved at bruge sphagnum som forbedringsmiddel ligger i to forhold: Dels har materialet har bevaret sin oprindelige, trævlede struktur, hvad der betyder, at det kan bruges til at gøre en tung jord mere løs, veldrænet og luftig. Og dels er det meget surt (pH = 4,5 eller lavere), sådan at det kan bruges til at fjerne uønsket base fra jorden med. Derfor er produktet meget velegnet til etablering af surbundsbede. Destilleriet Stauning bruger spagnum til rygning af malt.

## Problemer
På verdensplan vil der næppe nogensinde komme til at mangle spagnum, da de øverste lag af jorden i store dele af bl.a. Rusland, Finland, Sverige og Canada stort set består af spagnum. Men i flere lande, bl.a. Danmark, Tyskland og England diskuteres det, om man er på vej til at tømme landenes højmoser for spagnum, og i de senere år er man blevet opmærksom på, at den konsekvente tømning af højmoserne indebærer et tab af en sjælden og uerstattelig biotop. Derfor arbejder mange på at finde brugbare og pålidelige erstatninger for dette produkt, og især komposteret barkflis og tang synes at have en fremtid som jordforbedringsmidler.
Spagnum i moser (mest dødt og noget levende tørvemos) i større mængder viser sig at modvirke oversvømmelser, da spagnum kan holde vand op til 20 gange sin tørvægt.